# Jubileu de Prata de Isabel II do Reino Unido

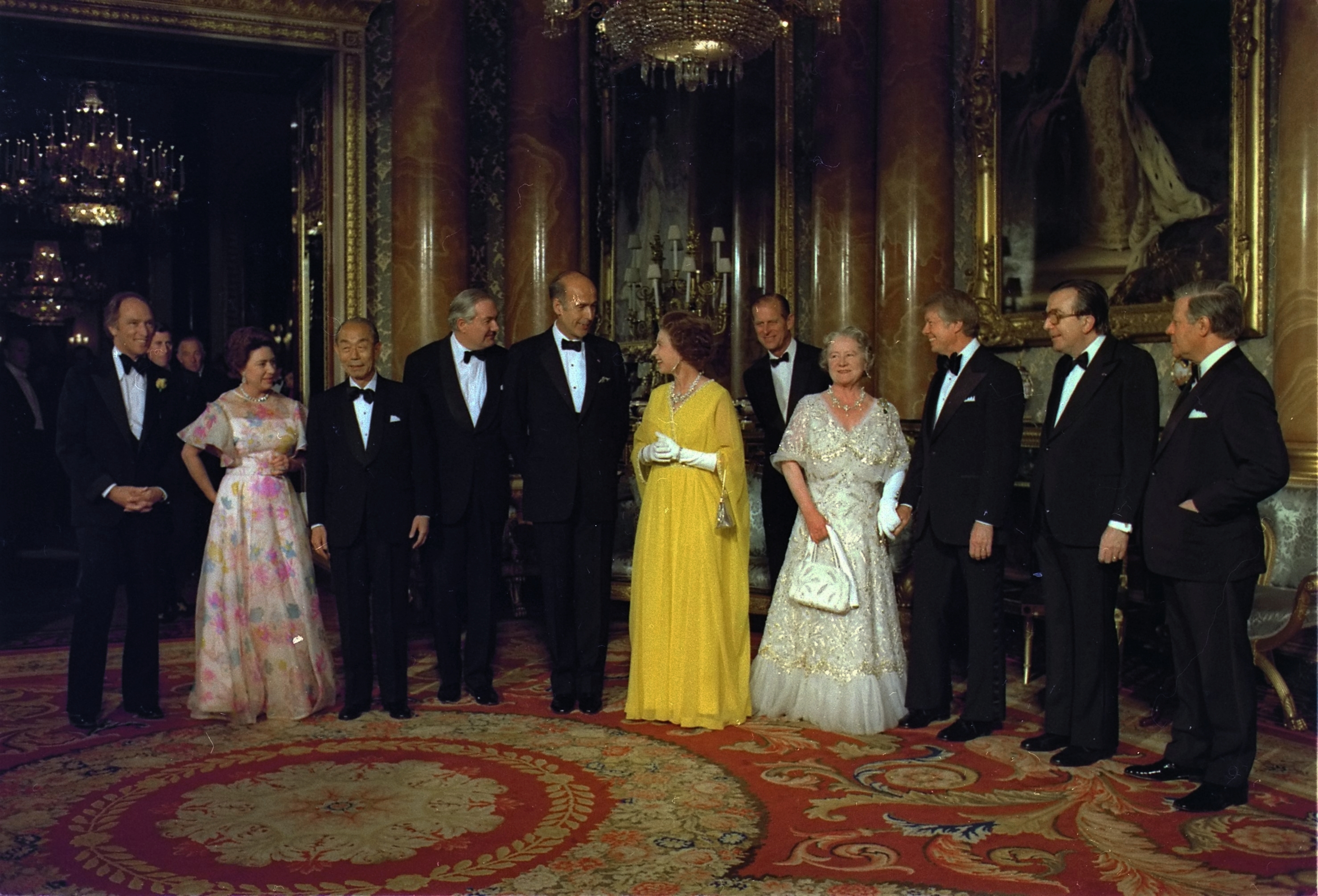
A Rainha (centro, vestido amarelo) com membros da família e líderes do G7, 13 de maio de 1977.

O Jubileu de Prata da Rainha Isabel II marcou o 25º aniversário da ascensão da rainha Elizabeth II aos tronos do Reino Unido e outros reinos da Commonwealth. Foi comemorado com grandes festas e desfiles em todo o Reino Unido e da Commonwealth ao longo de 1977, culminando em junho com o "Jubilee Days" oficial, realizada para coincidir com o aniversário oficial da rainha. A data de aniversário em si foi comemorada nos cultos da igreja em todo o país em 6 de fevereiro de 1977, e continuou durante todo o mês. Em março, começaram os preparativos para grandes festas em todas as grandes cidades do Reino Unido, bem como para as pequenas para inúmeras ruas individuais em todo o país.

## Visitas de boa vontade nacionais e internacionais
Nenhum monarca antes que a rainha Isabel II tivesse visitado mais do Reino Unido em tão pouco tempo (as viagens duraram três meses). Tudo somado, a rainha e seu marido, o príncipe Filipe, Duque de Edimburgo, visitaram um total de 36 condados. A viagem começou com multidões recordes reunindo-se para ver a rainha e o príncipe Filipe em Glasgow, Escócia, em 17 de maio. Depois de se mudar para a Inglaterra (onde um recorde de um milhão de espectadores veio para saudar o casal em Lancashire) e do País de Gales, a rainha e o príncipe Filipe concluíram a primeira de suas viagens com uma visita à Irlanda do Norte. Entre os lugares visitados durante as viagens nacionais estavam numerosas escolas, que foram tema de um especial de televisão apresentado pela apresentadora Valerie Singleton.
Mais tarde, no verão, a rainha e o príncipe Filipe]] embarcaram em uma visita da Commonwealth que os levou a nações insulares como Fiji e Tonga, seguindo com períodos mais longos na Nova Zelândia e Austrália, com uma parada final em Papua-Nova Guiné para as explorações britânicas nas Índias Ocidentais. A parada final da turnê internacional foi uma viagem ao Canadá, na qual o príncipe Carlos, Príncipe de Gales se juntou ao casal para saudar as multidões.

## Celebrações de junho em Londres
Em 6 de junho, a rainha acendeu um farol de fogueira no Castelo de Windsor, cuja luz se espalhou pela noite em uma cadeia de outros faróis em todo o país. No dia 7 de junho, multidões percorreram a rota da procissão até a Catedral de São Paulo, onde a família real assistiu a um culto de Ação de Graças ao lado de muitos líderes mundiais, incluindo o presidente dos Estados Unidos Jimmy Carter e o primeiro-ministro James Callaghan, além de todos os ex-moradores. Primeiros Ministros (Harold Macmillan, Harold Wilson e Edward Heath). O serviço foi seguido pelo almoço no Guildhall, organizado pelo Lord Mayor da cidade de Londres, Peter Vanneck. Na recepção, a rainha foi citada dizendo:
“Quando eu tinha vinte e um anos, prometi a minha vida ao serviço do nosso povo e pedi a ajuda de Deus para cumprir esse voto. Embora esse voto tenha sido feito em meus dias de salada, quando eu era verde em juízo, não me arrependo nem retratei uma palavra dele."

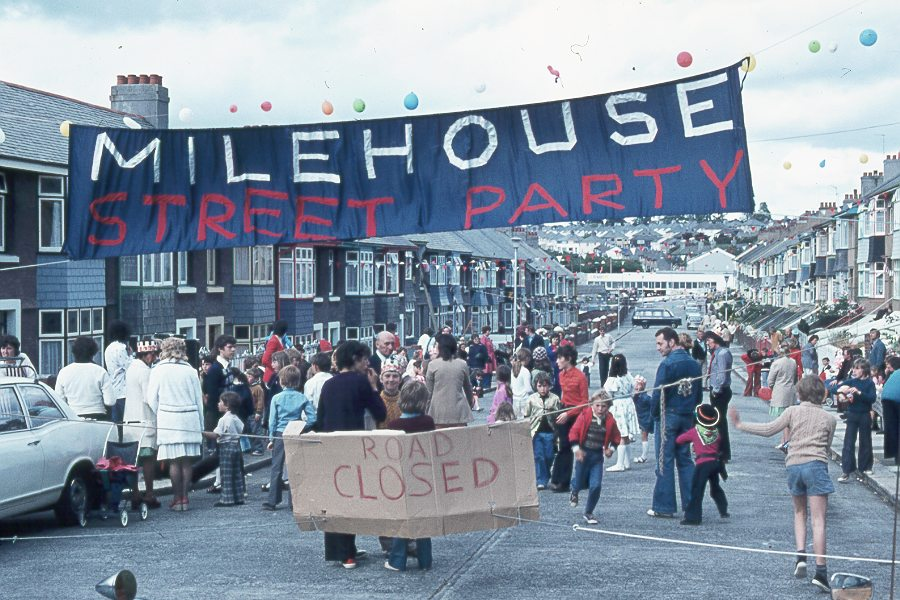
Festas de rua elaboradas foram lançadas em todo o país, como esta em Plymouth.

Depois do almoço, a procissão continuou pelo The Mall até o Palácio de Buckingham, onde cerca de um milhão de pessoas se alinharam nas calçadas para ver a família acenar para os espectadores. Mais de 500 milhões de pessoas em todo o Commonwealth assistiram aos eventos do dia na televisão ao vivo. No dia 7 de junho, as ruas e vilarejos organizaram festas elaboradas para todos os seus moradores, e muitas ruas foram amarradas (as bandeirinhas eram geralmente modeladas em padrão após a Bandeira da União) de telhado a telhado do outro lado da rua. Além das festas, muitas ruas decoravam os veículos a motor como eventos históricos do passado da Grã-Bretanha, e os conduziam pela cidade, organizando seus próprios desfiles. Só em Londres, havia mais de 4000 partidos organizados para ruas e bairros individuais. Durante todo o dia, os espectadores foram recebidos pela rainha muitas vezes enquanto ela fazia várias aparições para fotos da sacada do palácio de Buckingham.
No dia 9 de junho, a Rainha fez uma viagem pelo Royal Progress passando de barco pelo rio Tâmisa de Greenwich a Lambeth, em uma reencenação dos famosos progressos feitos pela rainha Elizabeth I. Na viagem, a rainha abriu oficialmente o Silver Jubilee Walkway e o South Bank Jubilee Gardens, dois dos inúmeros lugares que receberam o nome das festividades. À noite, ela presidiu uma exibição de fogos de artifício e foi levada posteriormente por uma procissão de carruagens iluminadas para o Palácio de Buckingham, onde ela cumprimentou os espectadores mais uma vez de sua varanda.

## O Jubileu na cultura popular
Antes, durante e após os eventos do Jubileu, o evento foi abordado em muitos meios da cultura popular em toda a Commonwealth.

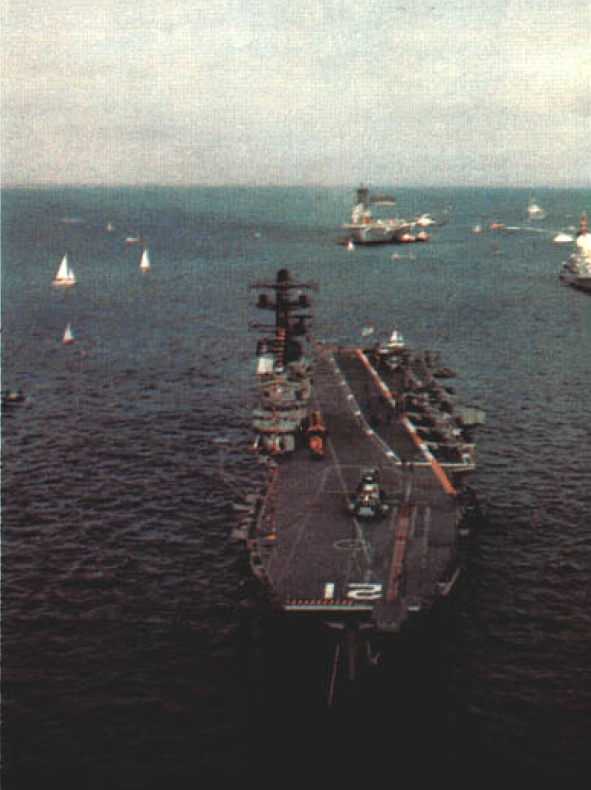
O porta-aviões australiano HMAS Melbourne no Spithead durante a Jubilee Silver Fleet Review em 28 de junho

No dia 7 de junho, Malcolm McLaren, gerente do Sex Pistols, e a gravadora Virgin se organizaram para alugar um barco particular e fazer os Sex Pistols se apresentarem enquanto navegavam pelo rio Tâmisa, passando pelo Westminster Pier e pelas Casas do Parlamento. O evento, um escárnio da procissão do rio da Rainha planejada para dois dias depois, terminou em caos. Lançamentos policiais forçaram o barco a atracar e a polícia cercou as mastros no píer. Enquanto os membros da banda e seus equipamentos foram empurrados para uma escadaria lateral, McLaren, Vivienne Westwood e muitos membros da banda foram presos.
Com o gráfico oficial do Reino Unido para a semana do Jubileu prestes a ser lançado, o Daily Mirror previu que "God Save the Queen" seria o número um. Como se viu, o recorde ficou em segundo, atrás de um single de Rod Stewart em sua quarta semana no topo. Muitos acreditavam que o recorde havia realmente se qualificado para o primeiro lugar, mas que o quadro tinha sido manipulado para impedir um espetáculo. A McLaren afirmou mais tarde que a CBS Records, que estava distribuindo os dois singles, disse a ele que os Sex Pistols estavam superando Stewart por dois a um. Há evidências de que uma diretiva excepcional foi emitida pelo British Phonographic Institute, que supervisionou o departamento de compilação de gráficos, para excluir as vendas de lojas operadas por gravadoras como a da Virgin apenas naquela semana.
A novela Coronation Street escreveu um elaborado desfile do Jubileu no enredo, tendo Annie Walker, administradora da Return Inn de Rovers, vestido em trajes elaborados como Isabel I. Ken Barlow e "Uncle Albert" interpretaram Sir Edmund Hillary e Sherpa Tenzing, respectivamente. O Jubileu também figurou no enredo de viagem no tempo de uma história de Doctor Who de 1983, Mawdryn Undead.

## Impacto duradouro
Vários lugares receberam o nome do jubileu. A linha de frota em construção do metrô de Londres foi renomeada como linha Jubilee e recebeu uma linha de cor prata, embora não tenha sido aberta até 1979. Outros lugares nomeados após o Jubileu foram a Passagem do Jubileu de Prata e os Jardins do Jubileu em South Bank. Londres. A Ponte do Jubileu de Prata - conectando Runcorn e Widnes através do Mersey - também foi renomeada em homenagem a este jubileu.
Além dos nomes, o jubileu também viu o bairro de Derby concedido o status de uma cidade.

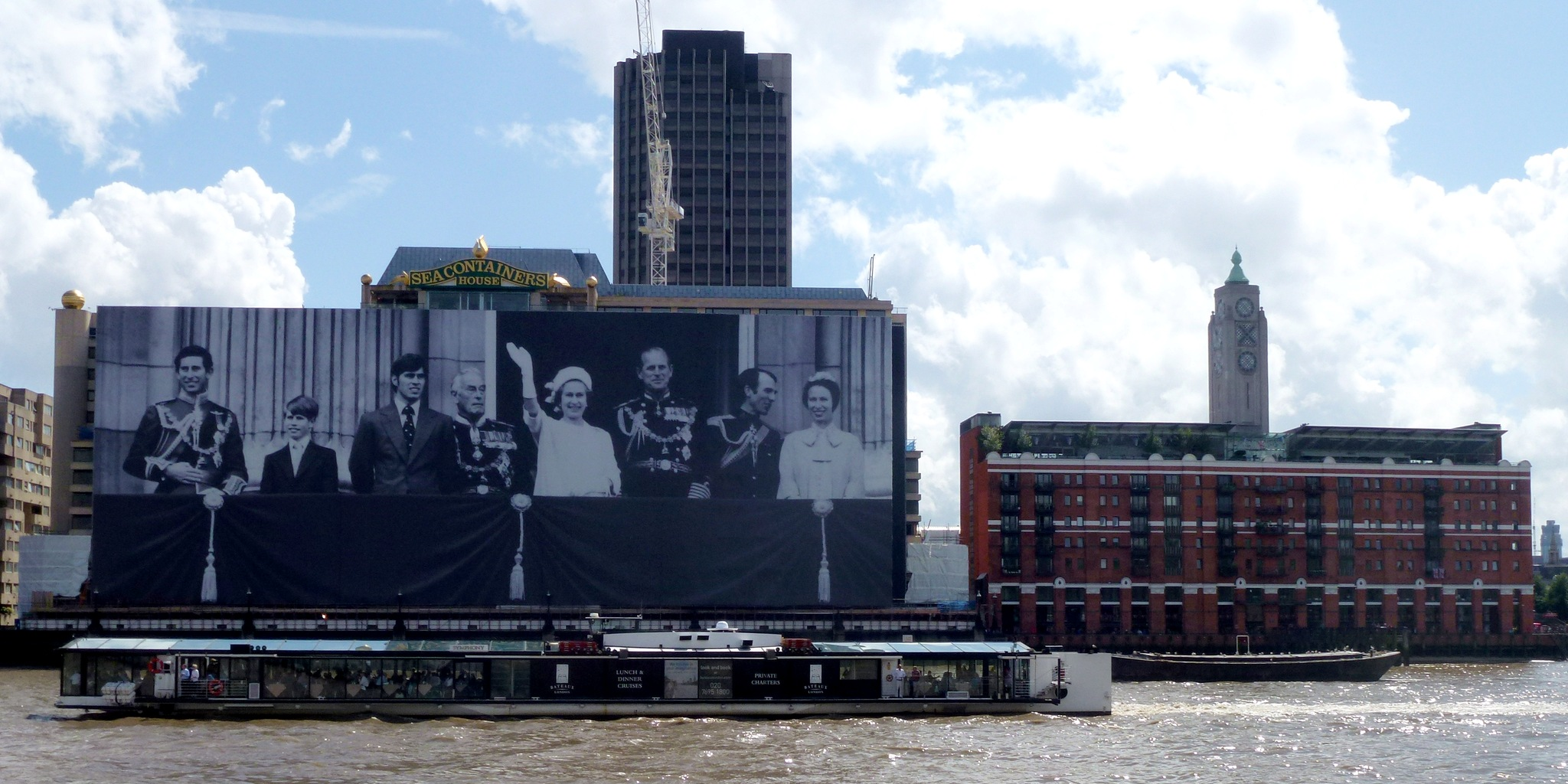
Casa dos contêineres do mar decorada para o Jubileu de Diamante da Rainha Elizabeth II.

O artista australiano Paul Fitzgerald foi contratado para completar o único retrato oficial da rainha durante o ano do Jubileu de Prata.
Festas e desfiles semelhantes foram planejados para o Jubileu de Ouro em 2002.
Para o Jubileu de Diamante em 2012, uma cópia de 100 m (330 pés por 70 m) de uma fotografia da Família Real Britânica tirada durante as comemorações do Jubileu de Prata no Palácio de Buckingham foi erguida em frente aos contêineres do mar. Casa em reforma.
A Tower Bridge foi repintada em um esquema de cores comemorativas de vermelho, branco e azul para o Jubileu de Prata e manteve o design desde então.

## Comemorativo
Um design de pingente de prata redonda do renomado John Pinches foi lançado por Franklin Mint em 1977 para comemorar o Jubileu de Prata da Rainha Elizabeth II. O pingente oval de dois lados tem um design distintivo que incorpora os quatro emblemas dos países do Reino Unido: o Tudor se levantou para a Inglaterra, narcisos para o País de Gales, cardos para a Escócia e trevos para a Irlanda do Norte.
Em torno das bordas do pingente pode ser visto Jubileu de Prata 1977, (C) JP 77 P e uma marca completa: JP (marca do fabricante para John Pinches), 925, London Assay Office marca para prata importada, data carimbo C (para o ano 1977) e a cabeça da rainha (para o ano do jubileu de prata).